# Парабаланы
Парабала́ны или паравала́ны (от др.-греч. παραβαλανεῖς — «банщики» (?)), паравола́ны или парабола́ны (от латинского, образованного от древнегреческого: παράβολοι или παραβολᾶνοι) — христианская община, члены которой в эпоху раннего христианства добровольно ухаживали за больными и хоронили умерших от болезней, в надежде таким образом принять смерть во имя Христа.
Термин парабаланы происходит от основного занятия — прислуживания в больницах, хотя наименование параболаны также стало общеупотребимым, поскольку члены общины постоянно подвергали свою жизнь опасности (παραβάλλεσθαι τὴν ζωήν, «parabállesthai tēn zōēn»), имея дело с заразными больными и умершими. Происходя, как правило, из низших слоёв населения, они также прислуживали епископам, и иногда использовались последними в качестве телохранителей и как боевые отряды в жестоких столкновениях с оппонентами. Известны только александрийские парабаланы.

## История
Парабаланы не являлись монашеским орденом, не давали обетов, не считались священнослужителями, хотя имели соответствующие церковные привилегии и иммунитеты. Посещение ими публичных собраний и театров было запрещено законом. Временами парабаланы играли весьма активную роль в религиозных конфликтах, в частности, в событиях, известных как Второй Эфесский собор. Предполагается (хотя достаточных доказательств этому не имеется), что община появилась впервые во время великой чумы в Александрии в епископате Дионисия Александрийского (вторая половина III века). Хотя парабаланы находились под покровительством и контролем епископа, Кодекс Феодосия указывает на их подчинённость префекту римского Египта. Некоторые историки причисляют парабаланов к клиру, но для этого нет твёрдых оснований. Известно, что парабаланы представляли собой организованную корпорацию в 600 человек с синдиком во главе, имели свой законный список. Их привилегии были настолько значительны, что отдельные богатые люди даже покупали места парабаланов за деньги. Состояли под ведомством архиепископа Александрийского, и в этом отношении представляли собой полуклириков.
Поскольку их фанатизм часто становился причиной массовых беспорядков, последующие законы ограничили их численность: так, закон, принятый в 416 году, ограничил их количество в Александрии пятьюстами человек, двумя годами позже их число было увеличено до 600. В Константинополе их количество было уменьшено с 1100 до 950. По неподтверждённой информации, парабаланы не упоминаются в истории после периода Юстиниана. Считается, что парабаланами убита Гипатия, александрийская женщина-философ и учёная.